# Stuart Craig
Stuart Craig, né le 14 avril 1942 à Norwich dans le Norfolk,  est un directeur artistique britannique, connu notamment pour avoir conçu les décors des films Harry Potter avec sa collaboratrice Stephenie McMillan.
Il a été nommé huit fois aux Oscars et en a remporté à trois reprises : en 1983, pour Gandhi, en 1989 pour Les Liaisons dangereuses, et en 1996 pour Le Patient anglais. Il a également été nommé aux BAFTA douze fois, y compris pour tous les films Harry Potter, et en a remporté à trois reprises : en 1981 pour Elephant Man (The Elephant Man), en 2005 pour Harry Potter et la Coupe de feu et en 2017 pour Les Animaux fantastiques.
Stuart Craig a également reçu le titre OBE (Officier de l'Ordre de l'Empire britannique) en 2003 pour ses services à l'industrie cinématographique.

## Biographie

### Début de carrière
Stuart Craig a commencé sa carrière en 1968 en tant que dessinateur en bâtiment, travaillant sur des croquis d'architecte pendant douze ans, avant de travailler pour l'industrie cinématographique. Il n'abandonne pas sa technique par la suite, concevant jusqu'à présent ses pièces, bâtiments et emplacements avec des croquis approximatifs préalables, suivis de dessins techniques plus élaborés. Il confie ensuite ses travaux à des illustrateurs conceptuels qui ajoutent davantage de détails et retravaillent les échelles.

### Années 1980 et 1990: révélation et distinctions honorifiques
Il commence sa carrière cinématographique en 1980 avec Elephant Man de David Lynch. Deux ans plus tard, son travail sur Gandhi lui vaut l'Oscar des meilleurs décors, partagé avec Bob Laing et Michael Seirton. En 1986, il est chargé de concevoir pour Roland Joffé les décors de Mission, un film dont l'intrigue relate l'histoire des réductions guaranies, républiques autonomes créées par les jésuites en forêt amazonienne sous le pouvoir colonial espagnol au milieu du XVIIIe siècle. Pour l'adaptation des Liaisons dangereuses de Stephen Frears en 1988, Craig élabore, en concordance avec les costumes de James Acheson, des décors de style baroque intégrés dans plusieurs châteaux français où les scènes sont tournées. Il remporte un second Oscar pour ce film.
Au début des années 1990, Stuart Craig et la décoratrice de plateau Stephenie McMillan sont sollicités pour Le Jardin secret d'Agnieszka Holland, film produit par Francis Ford Coppola et adapté du roman éponyme de Frances Hodgson Burnett. Stuart Craig base le décor dans la lande du Yorkshire et autour du château néo-gothique / victorien d'Allerton. Certains plans d'intérieurs tournés au Collège d'Eton font apparaître des boiseries et tapisseries anciennes à l'effigie d'Édouard VI ou du thème médiéval de La Chasse à la licorne (sujet repris à plusieurs reprises par le décorateur au cours de sa carrière). Le plus grand défi pour Stuart Craig réside dans la conception du jardin en lui-même, qui est aménagé à partir de zéro. Par ailleurs, le visionnage de ce film aurait en partie convaincu J. K. Rowling, lectrice des romans de Burnett, de confier six ans plus tard les droits cinématographiques de Harry Potter à Warner Bros. pour la réussite de cette adaptation. 
Trois ans plus tard, Craig et McMillan travaillent avec Anthony Minghella sur Le Patient anglais, dont l'intrigue se situe en Toscane et au Sahara. Ils partagent pour ce film l'Oscar des meilleurs décors en 1997.

### Années 2000 et 2010: adaptation du monde des sorciers de Rowling
Stuart Craig travaille à partir de 2000 sur la conception de l'univers de Harry Potter pour l'adaptation cinématographique des romans de J. K. Rowling. Pour l'aider, J. K. Rowling lui transmet dès le départ une esquisse représentant l'emplacement de Poudlard et de ses environs, que Craig conserve toujours sous les yeux durant dix ans.

« Stuart est celui qui a fait naître le monde de Harry Potter au cinéma. […] Il a tellement de goût et d'élégance que peu importe le niveau de magie : il parvient toujours à ancrer le contexte dans la réalité, et le merveilleux devient possible, réel, plein de vérité. »

— David Heyman
À la demande de J. K. Rowling, Stuart Craig travaille à partir de 2010 avec l'équipe de Universal Creative pour concevoir le Wizarding World of Harry Potter à Universal's Islands of Adventure en Floride. Rowling déclare dans un entretien en décembre 2007 : « L'essentiel pour moi était que, s'il devait y avoir un parc à thème, Stuart Craig soit impliqué […], que, pour ainsi dire, il le crée. Parce que j'aime le décor de ces films, ils reflètent vraiment ce qu'il y avait dans mon imagination pendant toutes ces années ».
À partir de 2016, il retrouve l'équipe des films Harry Potter en assurant la direction artistique d'une nouvelle série de films issue de l'univers sorcier, Les Animaux fantastiques, écrits par J. K. Rowling. Sur ce projet, il travaille en collaboration avec la chef décoratrice Anna Pinnock. Ils remportent tous les deux le BAFTA 2017 des  meilleurs décors pour ce premier film. La production du troisième film de la franchise, qui a lieu entre juillet 2019 et février 2021, est fortement perturbée par la pandémie de Covid-19. Pour ce film, Stuart Craig (alors âgé de 78 ans) ne travaille exceptionnellement pas depuis les départements des studios, mais depuis son domicile, en supervisant la conception des décors par visio.

## Filmographie
- 1980 : Elephant Man, de David Lynch
- 1982 : Gandhi, de Richard Attenborough
- 1986 : Mission, de Roland Joffé
- 1987 : Cry Freedom de Richard Attenborough
- 1988 : Les Liaisons dangereuses, de Stephen Frears
- 1992 : Chaplin, de Richard Attenborough
- 1993 : Le Jardin secret, d'Agnieszka Holland
- 1996 : Le Patient anglais, de Anthony Minghella
- 1999 : Coup de foudre à Notting Hill, de Roger Michell
- 2000 : La Légende de Bagger Vance, de Robert Redford
- 2001 : Harry Potter à l'école des sorciers, de Chris Columbus
- 2002 : Harry Potter et la Chambre des secrets, de Chris Columbus
- 2004 : Harry Potter et le Prisonnier d'Azkaban, de Alfonso Cuarón
- 2005 : Harry Potter et la Coupe de feu, de Mike Newell
- 2007 : Harry Potter et l'Ordre du Phénix, de David Yates
- 2009 : Harry Potter et le Prince de sang-mêlé, de David Yates
- 2010 - 2011 : Harry Potter et les Reliques de la Mort, de David Yates
- 2013 : Gambit : Arnaque à l'anglaise (Gambit) de Michael Hoffman
- 2016 : Tarzan de David Yates
- 2016 : Les Animaux fantastiques de David Yates
- 2018 : Les Animaux fantastiques : Les Crimes de Grindelwald de David Yates
- 2022 : Les Animaux fantastiques : Les Secrets de Dumbledore de David Yates

## Distinctions

### Récompenses
- 1981 : BAFTA Award des meilleurs décors pour Elephant Man
- 1983 : Oscar de la meilleure direction artistique pour Gandhi
- 1989 : Oscar de la meilleure direction artistique pour Les Liaisons dangereuses
- 1996 : Oscar de la meilleure direction artistique pour Le Patient anglais
- 2006 : BAFTA Award des meilleurs décors pour Harry Potter et la Coupe de feu
- 2017 : BAFTA Award des meilleurs décors pour Les Animaux fantastiques

### Nominations
- 1980 : Oscar de la meilleure direction artistique pour Elephant Man
- 1986 : Oscar de la meilleure direction artistique pour Mission
- 1992 : Oscar de la meilleure direction artistique pour Chaplin
- 2005 : Oscar de la meilleure direction artistique pour Harry Potter et la Coupe de feu
- 2011 : Oscar de la meilleure direction artistique pour Harry Potter et les Reliques de la Mort, Première Partie
- 2012 : Oscar de la meilleure direction artistique pour Harry Potter et les Reliques de la Mort, Deuxième Partie

### Sources
- (en) Cet article est partiellement ou en totalité issu de l’article de Wikipédia en anglais intitulé « Stuart Craig » (voir la liste des auteurs).